# Wangoi
Wangoi é uma cidade e uma nagar panchayat no distrito de Imphal West, no estado indiano de Manipur.

## Demografia
Segundo o censo de 2001, Wangoi tinha uma população de 7872 habitantes. Os indivíduos do sexo masculino constituem 50% da população e os do sexo feminino 50%. Wangoi tem uma taxa de literacia de 64%, superior à média nacional de 59.5%: a literacia no sexo masculino é de 76% e no sexo feminino é de 53%. Em Wangoi, 13% da população está abaixo dos 6 anos de idade.